# Ensayos de penetración
Los ensayos o pruebas de penetración son pruebas realizadas para la determinación de las características geotécnicas de un terreno, como parte de las técnicas de reconocimiento de un reconocimiento geotécnico.
Constituyen un método sencillo e intuitivo de apreciar la consistencia de un terreno: forzar la penetración de un elemento, relacionando dicha consistencia con la aparición de la resistencia que opone el terreno a la hinca de este elemento. Igualmente, puede deducirse de esta forma la cota de aparición de estrato duro (por ejemplo, el sustrato rocoso) por la imposibilidad de penetrar más allá de dicha profundidad.
Con los datos de resistencia a la penetración que se obtienen en un ensayo de estas características, es posible, gracias a la experiencia geotécnica, establecer una serie de correlaciones para distintos tipos de suelo, con el fin de conseguir caracterizarlo geotécnicamente. Aunque su utilidad sea grande, particularmente en la determinación de la profundidad de las capas competentes o de rechazo en la hinca, dicha técnica de reconocimiento del terreno de la que se obtiene de forma indirecta las características y propiedades del terreno, ha de ser por fuerza de poca precisión. Esto hace que haya quien no considere estos métodos, auténticos ensayos "in situ", denominándolos más bien como pruebas de penetración, o directamente con el término de "penetrómetro".
Excepto un tipo de prueba de penetración (SPT), que se realiza exclusivamente en la ejecución de  sondeos, el resto de penetrómetros constituyen en sí mismos una actividad separada y concreta entre las desarrolladas en una campaña de reconocimiento.
La relativa rapidez y economía de ejecución respecto a la realización de sondeos, hace que sean muy utilizados. Hay que llamar la atención, sin embargo, de que su uso es la detección de capas estratigráficas del terreno ya conocidas y delimitadas por la ejecución previa de sondeos o por una gran experiencia local si la obra es de poca importancia. Por ello, su empleo debe ser el de complementar una campaña en la que se haya realizado (o previsto realizar) un número de sondeos apropiado para la caracterización de los distintos niveles de terreno, y en absoluto el de constituir el sistema básico o principal de reconocimiento.
Según la forma de aplicar la energía para la hinca del útil de penetración, las pruebas de penetración pueden clasificarse en:
- Penetrómetros dinámicos, en los que la energía se aplica mediante golpeo o impacto con una maza.

- Penetrómetros estáticos, en los que la energía de hinca se aplica mediante presión.

- Datos: Q5834096